# Gol y Gol
Gol y Gol fue una revista editada en Chile desde abril de 1962 por la empresa Editorial Zig-Zag. La redacción de la revista estaba ubicada en Santiago.
Revista deportiva que se destacó por informar de todos los deportes e incluir invariablemente los más variados torneos efectuados en provincia.  En el fútbol, además de Campeonato de la Primera División, incluyó la reseña y estadística del desarrollo de la Segunda División, (hoy Primera B), y también del Torneo Zonal correspondiente al fútbol amateur. Parte de su éxito fue ese constante y amplio contacto con sus lectores. 
Su período de publicación se extendió por 7 años y 7 meses entre el 4 de abril de 1962, alcanzando un total de 393 números registrando su última edición, la N° 393, el día 5 de noviembre de 1969. Siempre se publicó en su formato original de 27 x 36 cm. y con 32 páginas.			
En el período de los 7 años, solo en dos oportunidades no salió a circulación: en noviembre de 1965 la semana del día 10 y noviembre de 1967 durante tres semanas, los días 15 - 22 y 29.

## Contenido
En sus páginas apareció la historieta Fanatincha, personaje hincha fanático de Colo-Colo, creado por Renato Andrade Alarcón (Nato). El período de publicación abarcó desde el 10 de abril de 1968, revista N° 311, y el 5 de noviembre de 1969, en la última revista editada, N° 393.
Gol y Gol publicó las siguientes revistas especiales:		
- N° 15 del 11 de julio de 1962, Edición Extra del Mundial del Fútbol, con 68 páginas.
- N° 148 del 27 de enero de 1965, Historia 50 Años del Deporte de Chile y el Mundo, con 100 páginas.
- N° 208 del 30 de marzo de 1966, Torneo Primera División 1965, con 64 páginas.
- N° 229 del 24 de agosto de 1966, Mundial de Fútbol - Inglaterra, con 66 páginas.
- N° 256 del 1 de marzo de 1967, Edición de Deportes, con 66 páginas.
- N° 365 del 23 de abril de 1969, Suplemento Boxeo, Pelea Stevens-Valdés, con 8 páginas.

## Directores
- Desde el N° 1 (04-04-1962) al N° 139 (25-11-1964) y del N.º 212 (27-04-1966) al N.º 231 (07-09-1966), el Sr. Jenaro Medina Vera
- Desde el N° 140 (02-12-1964) al N° 211 (20-04-1966) y del N.º 232 (14-09-1966) al N.º 275 (12-07-1967), el Sr. Orlando Cabrera Leiva, como Subdirector y Director Interino
- Desde el N° 276 (19-07-1966) al N° 354 (04-02-1969), el Sr. Juan Campbell Montecinos
- Desde el N° 355 (11-02-1969) al N.º 368 (23-04-1969), el Sr. Manuel Sepúlveda Blanco como Interino
- Desde el N° 369 () al N° 393 (05-11-1969), el Sr. Mario Vergara Parada